# Les Vacances de Clémence
Pour plus de détails, voir Fiche technique et Distribution.
Les Vacances de Clémence est un téléfilm français réalisé par Michel Andrieu et diffusé pour la première fois le 13 mai 2008 sur France 2. Le tournage a eu lieu à Saint-Nazaire et Nantes en Loire-Atlantique.

## Fiche technique
- Titre original : Les Vacances de Clémence
- Réalisateur : Michel Andrieu
- Scénariste : Jean-Pierre Carasso et Michel Andrieu
- Producteur : Pascal Verroust
- Directeur de la photographie : Renan Pollès
- Son: Éric Vaucher
- Montage : Maureen Mazurek
- Distribution des rôles : Leila Fournier et Sarah Teper
- Société de production : ADR Productions
- Société de distribution : FR2
- Pays d'origine : France
- Genre : Film dramatique
- Durée : 95 minutes
- Date de diffusion : 13 mai 2008 sur France 2

## Distribution
- Laetitia Spigarelli : Clémence Didier
- Guillaume Verdier : Gérard Didier
- Dimitri Rataud : Jérôme Johannet
- Julie-Marie Parmentier : Agnès Clouet
- Laura del Sol : Esperanza
- Sandrine Blancke : Corinne
- Marie Denarnaud : Josyane
- Sophie Guillemin : Valérie
- Léa Seydoux : Jackie
- Robert Plagnol : Jean-Jacques
- Pablo Amaro : Paco
- Lorelei Arès : Gisèle Didier